# George Falcke
George Falcke, född 2 mars 1891, död 1 februari 1979, var en dansk gymnast.
Falcke tävlade för Danmark vid olympiska sommarspelen 1912 i Stockholm, där han var med och tog silver i lagtävlingen i svenskt system. 